# 860'erne f.Kr.
Århundreder: 10. århundrede f.Kr. – 9. århundrede f.Kr. – 8. århundrede f.Kr.
Årtier: 910'erne f.Kr. 900'erne f.Kr. 890'erne f.Kr. 880'erne f.Kr. 870'erne f.Kr. – 860'erne f.Kr. – 850'erne f.Kr. 840'erne f.Kr. 830'erne f.Kr. 820'erne f.Kr. 810'erne f.Kr.
År: 869 f.Kr. 868 f.Kr. 867 f.Kr. 866 f.Kr. 865 f.Kr. 864 f.Kr. 863 f.Kr. 862 f.Kr. 861 f.Kr. 860 f.Kr.

## Begivenheder
- 865 f.Kr. – Kar Kalmaneser erobres af Ashurnasirpal II af Assyrien
- 864 f.Kr. – Diegnetus, konge af Athen, dør og efterfølges af sin søn Pherekles
- 860 f.Kr. – Kongeriget Urartu dannes